# Joseph Bernardo

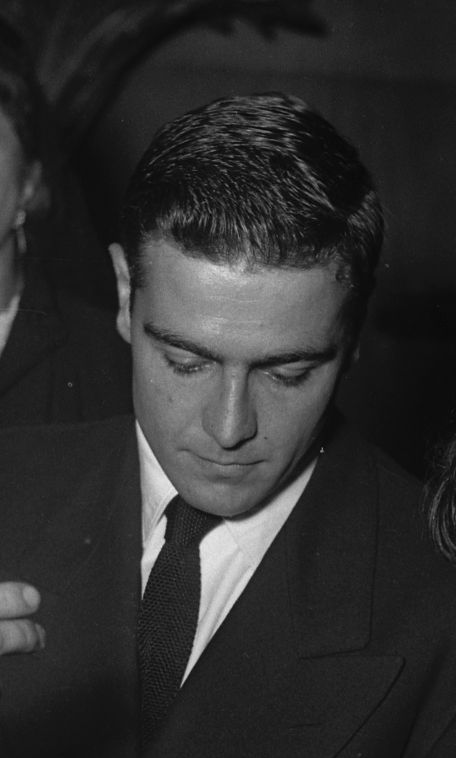
Joseph Bernardo bei seiner Hochzeit (1952)

Joseph „Jo“ Bernardo Garcia Rodriguez Marinelli (* 31. Mai 1929 in Algier; † 6. Dezember 2023) war ein französischer Schwimmer. Er gewann zwei olympische Bronzemedaillen sowie je eine Silber- und Bronzemedaille bei Europameisterschaften.

## Leben
Joseph Bernardos erster internationaler Einsatz waren die Olympischen Spiele 1948 in London. Über 400 Meter Freistil schied er als Vierter seines Vorlaufs mit der neunzehntbesten Zeit aus. Die französische 4-mal-200-Meter-Freistilstaffel mit Joseph Bernardo, René Cornu, Henri Padou junior und Alex Jany erreichte das Finale mit der drittbesten Vorlaufzeit. Im Finale siegte die Staffel aus den Vereinigten Staaten mit 2,4 Sekunden Vorsprung vor den Ungarn. 19,6 Sekunden hinter den Ungarn schlugen die Franzosen als Dritte an, 1,1 Sekunden dahinter wurden die Schweden Vierte. Über 1500 Meter Freistil verpasste Joseph Bernardo mit der neuntbesten Zeit im Halbfinale knapp den Finaleinzug.
1949 gewann Bernardo über 1500 Meter Freistil seinen ersten französischen Meistertitel. Von 1952 bis 1954 kamen drei weitere Titel auf dieser Distanz dazu, 1953 wurde er auch Meister über 400 Meter Freistil. 1950 bei den Europameisterschaften in Wien siegte über 1500 Meter Freistil der Deutsche Heinz-Günther Lehmann vor den beiden Franzosen Jean Boiteux und Joseph Bernardo. In der 4-mal-200-Meter-Freistilstaffel siegten die Schweden vor Willy Blioch, Joseph Bernardo, Jean Boiteux und Alex Jany. 1951 fanden in Alexandria die ersten Mittelmeerspiele statt. Über 400 und 1500 Meter Freistil erhielt Joseph Bernardo jeweils die Silbermedaille hinter Jean Boiteux. Blioch, Bernardo, Boiteux und Jany siegten in der 4-mal-200-Meter-Freistilstaffel, nachdem sie zwei Monate zuvor bereits den Weltrekord auf 8:33,0 Minuten verbessert hatten.
Im Jahr darauf bei den olympischen Schwimmwettbewerben 1952 in Helsinki siegte in der 4-mal-200-Meter-Freistilstaffel das Quartett aus den Vereinigten Staaten mit zwei Sekunden vor den Japanern. Zwölf Sekunden dahinter schwammen Joseph Bernardo, Aldo Eminente, Alex Jany und Jean Boiteux knapp vor den Schweden zur Bronzemedaille. Über 400 Meter Freistil schied Jo Bernardo als 19. der Zwischenrunde aus, im Finale siegte Boiteux. Über 1500 Meter Freistil schied Boiteux als Neunter der Vorläufe aus, Jo Bernardo erreichte als einziger Franzose das Finale. Im Endlauf schwamm er mit fast acht Sekunden Rückstand auf die Bronzemedaille auf den fünften Platz. Bei den Europameisterschaften 1954 in Turin belegte Bernardo zum Abschluss seiner Karriere den sechsten Platz über 1500 Meter Freistil.
Joseph Bernardo startete während seiner aktiven Laufbahn für den Les Dauphins du Toulouse olympique employés club. Nach seiner Karriere war er in Leitungsfunktionen bei CN Marseille tätig.